# كيفن كونروي
كيفن كونروي هو ممثل أمريكي ولد في 30 نوفمبر 1955.

## وصلات خارجية
- كيفن كونروي على موقع IMDb (الإنجليزية)
- كيفن كونروي على موقع ميتاكريتيك (الإنجليزية)
- كيفن كونروي على موقع روتن توميتوز (الإنجليزية)
- كيفن كونروي على موقع قاعدة بيانات الأفلام العربية
- كيفن كونروي على موقع ألو سيني (الفرنسية)
- كيفن كونروي على موقع تيرنر كلاسيك موفيز (الإنجليزية)
- كيفن كونروي على موقع أول موفي (الإنجليزية)
- كيفن كونروي على موقع قاعدة بيانات برودواي على الإنترنت (الإنجليزية)
- كيفن كونروي على موقع قاعدة بيانات الأفلام السويدية (السويدية)
- كيفن كونروي على موقع قاعدة بيانات الفيلم (الإنجليزية)